# خارگیل لاک‌پشتی
خارگیل لاک‌پشتی (نام علمی: Durio testudinarius) نام یک گونه از سرده خارگیل است.